# Miss Libano
Miss Libano (انتخابات ملكة جمال لبنان) è un concorso di bellezza femminile che si tiene annualmente in Libano.
Miss Libano è l'unico concorso di bellezza nazionale che dona alla propria vincitrice un premio dal valore superiore ad un milione di dollari. Il concorso viene trasmesso dal canale Lebanese Broadcasting Corporation (LBC) dal 1991. Attualmente il direttore artistico dell'evento è Antoine Maksoud.
Il concorso in un paio di occasioni non fu svolto a causa delle guerre civili nella nazione, dei conflitti con Israele e per la mancanza di protezione nei confronti delle concorrenti.
La vincitrice del concorso compete a Miss Mondo e Miss Universo. Il concorso inoltre sceglie le rappresentanti per Miss International, Miss Terra e Miss Intercontinental.

## Albo d'oro

### Miss Libano
| Miss Libano |                        |      |                      |      |                        |
| 1952        | Leila Saroufim         | 1953 | Hania Beydun         | 1959 | Gladys Tabet           |
| 1960        | Gisèle Nicholas Nasser | 1961 | Nohad Cabbabe        | 1962 | Élénore Abi Karam      |
| 1963        | Mona Slim              | 1964 | Nani Bakarat         | 1965 | Rola Georges Harb      |
| 1966        | Marlène Tali           | 1969 | Sonia Fares          | 1970 | Georgina Rizk          |
| 1973        | Marcelle Herro         | 1974 | Sylvia Johannessian  | 1975 | Ramona Karam           |
| 1976        | Gisèle Hachem          | 1977 | Vera Aloune          | 1978 | Katia Fakhry           |
| 1979        | Jocelyne Daou          | 1980 | Céleste Assal        | 1981 | Zeina Joseph Challita  |
| 1982        | Dochka Abi Nader       | 1983 | Sylvia Hobeika       | 1984 | Renée Philippe Barakat |
| 1985        | Mirelle Abi Fares      | 1986 | Marie Khoury         | 1987 | Eliane Georges         |
| 1991        | Diana Bagdache         | 1992 | Nicole Bardawil      | 1993 | Ghada El Turk          |
| 1994        | Lara Badawi            | 1995 | Dina Azar            | 1996 | Nisrine Sami Nasser    |
| 1997        | Georgette El-Khoury    | 1998 | Clémence Achkar      | 1999 | Norma Elias Naoum      |
| 2000        | Sandra Rizk            | 2001 | Christina Sawaya     | 2003 | Marie José Hnein       |
| 2004        | Nadine Njeim           | 2005 | Gabrielle Bou Rached | 2007 | Nadine Njeim           |
| 2008        | Rosarita Tawil         | 2009 | Martine Andraos      | 2010 | Rahaf Abdallah         |
| 2011        | Yara Khoury            | 2012 | Rina Chibany         | 2013 | Karen Gharawi          |

### Rappresentanti per Miss Mondo
| Anno | Miss Mondo Libano      | Piazzamento |
| ---- | ---------------------- | ----------- |
| 1995 | Julia Syriani          |             |
| 1996 | Nisrine Sami Nasser    |             |
| 1997 | Joëlle Buhlock         | Top 10      |
| 1998 | Clémence Achkar        |             |
| 1999 | Norma Elias Naoum      |             |
| 2000 | Sandra Rizk            |             |
| 2001 | Christina Sawaya       |             |
| 2002 | Bethany Kehdy          |             |
| 2003 | Marie José Hnein       | Top 15      |
| 2004 | Nadine Njeim           |             |
| 2005 | Lamita Frangieh        |             |
| 2006 | Annabella Samir Hilal  | Top 16      |
| 2007 | Nadine Njeim           |             |
| 2008 | Rosarita Tawil         |             |
| 2009 | Martine Albert Andraos |             |
| 2010 | Rahaf Abdallah         |             |

### Rappresentanti per Miss Universo
| Anno | Miss Universo Libano   | Piazzamento |
| ---- | ---------------------- | ----------- |
| 1971 | Georgina Rizk          | Vincitrice  |
| 1996 | Julia Syriani          |             |
| 1997 | Dalida Chammaï         |             |
| 1998 | Nina Kaddis            |             |
| 1999 | Clémence Achkar        |             |
| 2000 | Norma Elias Naoum      |             |
| 2001 | Sandra Rizk            |             |
| 2004 | Marie José Hnein       |             |
| 2005 | Nadine Njeim           |             |
| 2006 | Gabrielle Bou Rached   |             |
| 2007 | Nadine Njeim           |             |
| 2008 | Rosarita Tawil         |             |
| 2009 | Martine Albert Andraos |             |
| 2010 | Rahaf Abdallah         |             |
| 2011 | Yara Khoury-Mikhael    |             |
| 2012 | Rina Chibany           |             |
| 2013 | Karen Ghrawi           |             |
| 2014 | Saly Greige            |             |
| 2015 | Cynthia Samuel         |             |
| 2016 | Sandy Tabet            |             |

### Rappresentanti per Miss International
| Anno | Miss International Libano | Piazzamento |
| ---- | ------------------------- | ----------- |
| 1997 | Nisrine Sami Nasser       |             |
| 1998 | Clémence Achkar           |             |
| 2002 | Christina Sawaya          | Vincitrice  |
| 2003 | Nathalie Nasrallah        |             |
| 2007 | Grace Bejjani             |             |
| 2008 | Jessica Michelle Kahawaty | Top 12      |
| 2009 | Sarah Mansour             |             |

### Rappresentanti per Miss Terra
| Anno | Miss Terra Libano        | Piazzamento |
| ---- | ------------------------ | ----------- |
| 2001 | Adelle Raymonde Boustani |             |
| 2002 | Mary Georges Hanna       |             |
| 2003 | Lana Khattab             |             |
| 2004 | Chantal Karam            |             |
| 2007 | Amale Khodor             | Top 16      |
| 2008 | Pamela Saade             |             |
| 2009 | Nicole Licha Khouri      |             |